# Дайджест (пресса)
Дайджѐст (англ. digest «краткое изложение, резюме» от лат. digerere «разделять») в СМИ — информационный продукт (издание, статья, подборка), который содержит краткие обзоры, аннотации и основные положения статей, или в котором сжато передаётся содержание самых интересных публикаций за какой-то период. Формат удобен для ознакомления с основными новостями какой-то тематики, содержанием исследования.
В более широком значении дайджест — это подборка выдержек из различных источников на определённую тематику. Слово дайджест входит в название ряда изданий, которые специализируются на перепечатке чужих материалов (как правило, в сокращённом и систематизированном виде). К таким изданиям относится «Ридерз Дайджест» (Reader’s Digest) — ежемесячный литературно-политический журнал США.

## История
Практика составления различных тематических подборок и «кратких изложений» возникла ещё в древности. Наиболее известными являются Дигесты (Digesta или Pandectae) — собрание отрывков из сочинений римских юристов, составившее основную часть византийской кодификации права, известной под позднейшим названием Свод цивильного права (Corpus juris civilis). Из древнеславянских «кратких изложений» в качестве примера можно привести Златоструй — книгу, которая была составлена в древней Болгарии. Она содержит (в наиболее полной редакции) 136 статей, выбранных из творений Иоанна Златоуста. Изборник Святослава — вторая по древности (после «Остромирова евангелия») древнеславянская рукописная книга, представляет собой извлечения из творений отцов церкви. К этому же типу сочинений относится и Катехизис — книга, содержащая основные положения христианского вероучения, часто изложенные в виде вопросов и ответов.
Аналогичные современным дайджестам периодические издания получили широкое распространение в конце XVII—XVIII в., однако само слово дайджест тогда не использовалось. Дайджесты выходили под заглавиями типа «Extrakt» (экстракт), «Anmerkungen» (примечания), «Auszügе» (выдержки) и др.

## Дайджесты в России
В России первые дайджесты появились в XVII веке. Для обозначения этого понятия использовалось заимствованное из голландского языка слово куранты. Куранты составляли в Посольском приказе для царя и Боярской думы на основе немецких и голландских газет. В настоящее время слово «куранты» используется как исторический термин для обозначения русских обзоров европейской прессы XVII — начала XVIII в. В XVIII столетии в Коллегии иностранных дел использовали слово «экстракт». Экстрактами называли не только обзоры прессы, но и краткие изложения (в рукописном или печатном виде) других документов.
Слово «дайджест» вошло в русский язык только в XX веке. Национальный корпус русского языка впервые фиксирует его в 1993 г., хотя отдельные дайджесты стали выходить уже в 1980-х гг. В феврале 1989 года в Ленинграде начал издаваться еженедельник «Дайджест 24 часа», в логотипе которого значилось «Обзор отечественной и зарубежной прессы». Издание до сих пор выходит в том же формате с той же регулярностью. Дайджест газеты «Куранты» под названием «Дайджест-Куранты» выходил с 1991 г. В 1991 г. вышел и первый номер русского издания журнала «Ридерз Дайджест». Скорее всего, это и стало толчком для широкого распространения слова в русском языке. В настоящее время слово стало «модным», но его значение ещё не устоялось окончательно. Широкое использование слова «дайджест» для обозначения обзоров изданий различных типов является особенностью русского языка. В других языках обычно пользуются понятием «обзор прессы» (в английском «press review», см. World Press Review; в польском «przegląd prasy», см. Przegląd Prasy и др.).